# Adenia hondala
Adenia hondala är en passionsblomsväxtart som först beskrevs av Joseph Gaertner, och fick sitt nu gällande namn av De Wilde. Adenia hondala ingår i släktet Adenia och familjen passionsblomsväxter. Inga underarter finns listade i Catalogue of Life.

## Bildgalleri

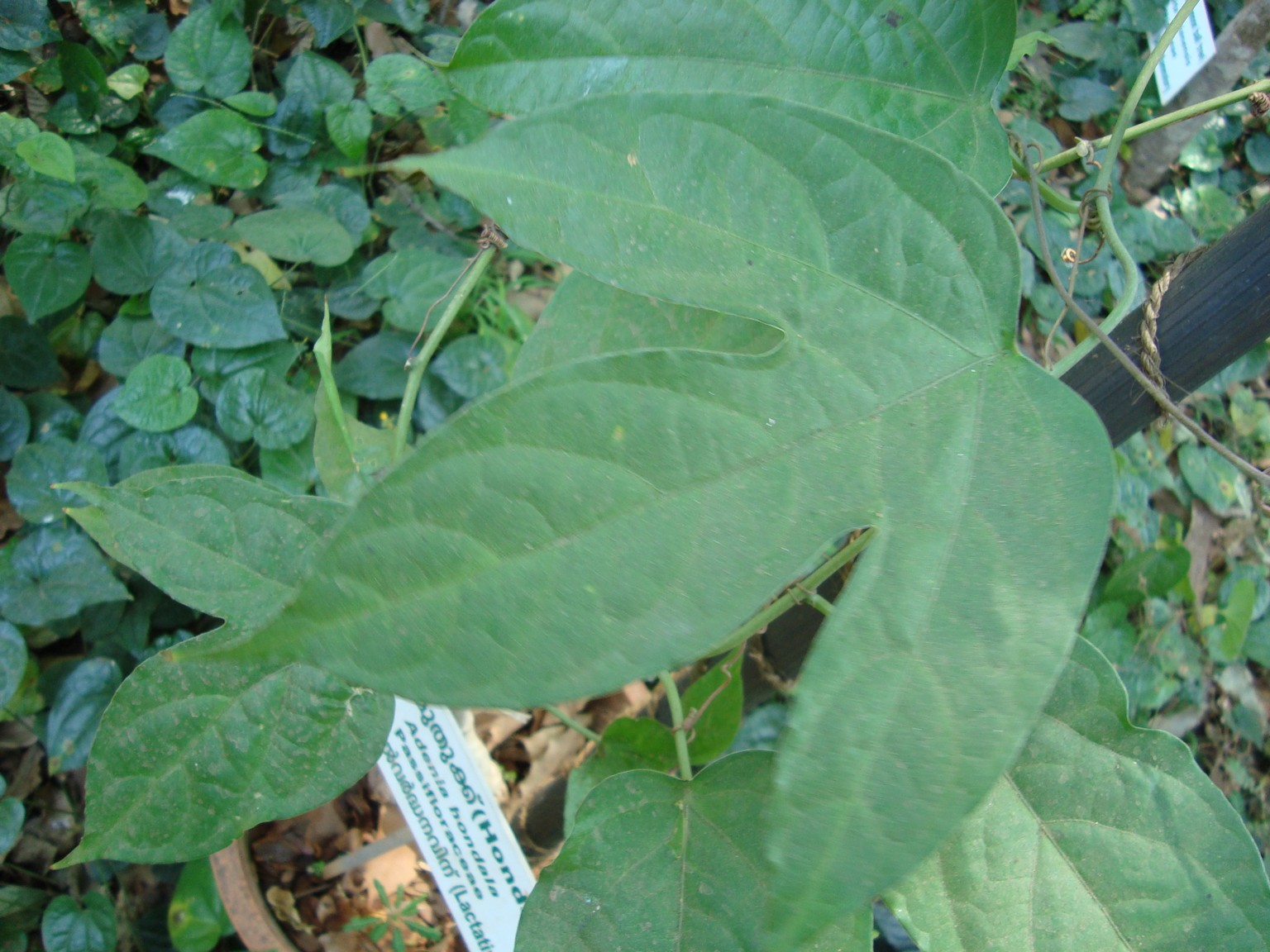
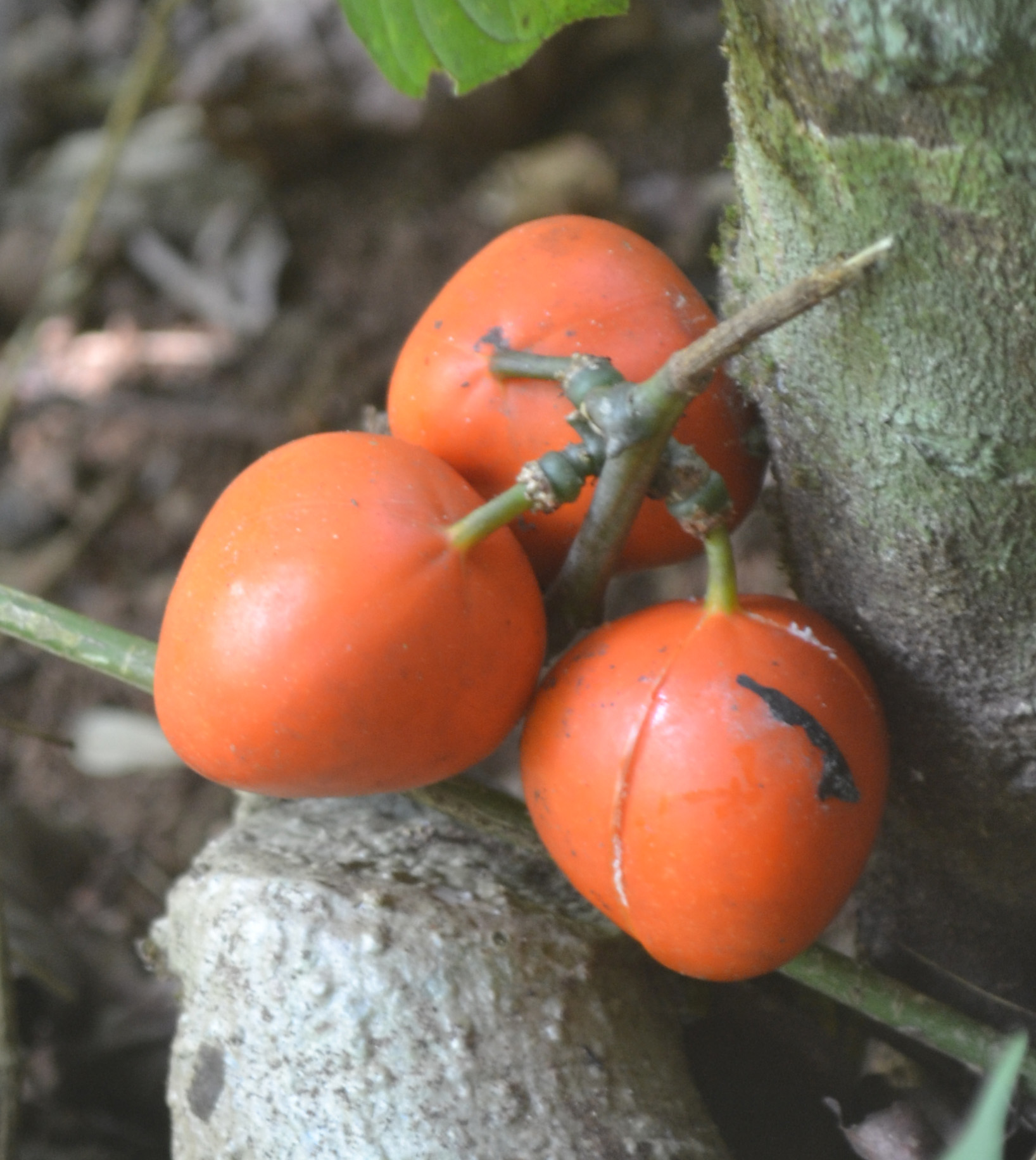